# 大久保忠核
大久保 忠核（おおくぼ ただざね、天文20年（1551年） - 天正2年4月6日（1574年4月26日））は、戦国時代の武将。通称は勘七郎、忠正。

## 略歴
大久保忠員の子で、母は不祥。元亀3年（1572年）一言坂の戦いでは鉄砲を放って敵を打倒し活躍した 。
天正2年（1574年）4月6日、徳川家康が遠江国乾城を攻め、兵を引き返した際、敵陣に残って奮戦し討死した。享年24。法名乗真。